# La Lucania, Discorsi
La Lucania, Discorsi di Giuseppe Antonini è un'opera storico-geografica di Giuseppe Antonini, barone di San Biase, pubblicata per la prima volta a Napoli nel 1745 col titolo La Lucania e seguita da una seconda edizione, undici anni dopo, recante la stessa data della prima.
L'autore suddivide la sua trattazione in Discorsi circoscritti ad aree individuate generalmente dai bacini dei fiumi. La maggior parte del contenuto è preso dalle rievocazioni storiche tratte da documenti di archivio e da fonti numismatiche ed epigrafiche. Molti osservatori hanno però segnalato come, per la sua opera, l'Antonini sembra essere debitore all'opera inedita di Luca Mandelli, autore, alla fine del '600, di una Lucania sconosciuta, così come del lavoro di Costantino Gatta che nel 1723 pubblicò una Storia della Lucania di cui lo stesso Antonini fa menzione nella sua opera.

## Edizioni
- Giuseppe Antonini, La Lucania discorsi di Giuseppe Antonini barone di s. Biase, In Napoli: appresso Benedetto Gessari, 1745
- Giuseppe Antonini, La Lucania: discorsi di Giuseppe Antonini barone di S. Biase, In Napoli: appresso Francesco Tomberli, 1795-1797
- Giuseppe Antonini, La Lucania: discorsi ..., Napoli: appresso F. Tomberli, 1797
- La Lucania, discorsi di Giuseppe Antonini barone di S. Biase, Libreria antiquaria editrice W. Casari-Testaferrata, Salerno 19..